# Мохсен Садр
Мохсен Садр (перс. محسن صدر; 1871 — 19 жовтня 1964) — іранський політик, прем'єр-міністр країни упродовж кількох місяців 1945 року.

## Життєпис
Народився 1871 року в місті Мехеллат, в родині заможного священика. Після смерті свого дядька за батьковою лінією отримав титул Садр аль-Ашраф.
Був наставником одного з синів Насера ед-Дін Шаха. Обіймав різні високі урядові посади, зокрема: голови Верховного суду, губернатора Хорасану, спікера меджлісу, міністра юстиції. 1945 року очолював іранський уряд.